# Avro 510
Die Avro 510 war ein zweisitziges Wasserflugzeug des britischen Herstellers Avro.

## Geschichte
Die Maschine, ein zweistieliger, verspannter Doppeldecker mit dem auffälligen Überhang – die oberen Tragflächen waren über ein Drittel länger als die unteren – wurde von Avro zwecks Teilnahme an einem Flugzeugrennen, dem Britain Race im Jahr 1914 gebaut. Angetrieben wurde die „510“ durch einen wassergekühlten Achtzylinder-Sunbeam-Motor (später als Sunbeam Nubian bezeichnet).
Auftrieb im Wasser erzeugten ein Doppelschwimmer sowie je ein Stützschwimmer am Heck und an den Tragflächenenden.
Im Juli 1914 wurde das Flugzeug im Avro-Werk in Manchester gebaut, die Teile wurden dann zum geplanten Startort des Rennens nach Calshot transportiert. Auf Grund der Kriegserklärung Englands an Deutschland wurde das Rennen jedoch abgesagt. Trotzdem fanden Starts der „510“ statt, und man war mit den Flugleistungen zufrieden.
Nach den Flugtests erwarb die englische Admiralität die Maschine und orderte weitere fünf, leicht modifizierte Exemplare. Diese wurden zwar gebaut und auch ausgeliefert, erwiesen sich in der Praxis jedoch als unzureichend. Befriedigende Flugleistungen wurden lediglich im Solobetrieb erreicht, mit zwei Passagieren war ein Flugbetrieb fast unmöglich. Bis auf ein Exemplar wurden die Maschinen im Oktober 1915 an die Firma Vickers zur Überarbeitung und Verbesserung verbracht. Im März 1916 entfernte man alle „510“ aus dem Dienst.

## Aufbau
Der Rumpf der Avro 510 war aus Holz und mit Stoff bespannt. Doppelschwimmer sowie Heck- und Stützschwimmer waren mittels eines Stahlgestells mit dem Rumpf verbunden. Die Tragflächen waren ebenfalls mit Stoff bespannte Holzkonstruktionen.

## Technische Daten
| Kenngröße             | Daten                                     |
| --------------------- | ----------------------------------------- |
| Besatzung             | 2                                         |
| Länge                 | 11,58 m                                   |
| Spannweite            | oben: 18,3 m – unten: 11,6 m              |
| Leermasse             | 943 kg                                    |
| max. Startmasse       | 1270 kg                                   |
| Antrieb               | ein Sunbeam Nubian-Motor, 150 PS (110 kW) |
| Höchstgeschwindigkeit | 113 km/h                                  |
| Dienstgipfelhöhe      | 950 m                                     |
| Steigrate             | 305 m in 4:30 min                         |
| Reichweite            | etwa 500 km                               |